# Hermann Finck
Hermann Finck (21 de marzo de 1527 - 28 de diciembre de 1558) fue un compositor alemán. Era sobrino nieto del compositor Heinrich Finck.
Nació en Pirna, y murió en Wittenberg. Después de 1553 vivió en Wittenberg, donde trabajó como organista, y allí mismo publicó su colección de canciones de boda.
Su trabajo más apreciado se titula Practica musica, exempla variorum signorum, proportionum, et canonum, judicium de tonis ac quaedam de arte suaviter et artificiose cantandi continens (Wittenberg, 1556). Tiene un gran valor histórico.